# Llegeix-me els llavis
Llegeix-me els llavis  (títol original: Sur mes lèvres) és una pel·lícula francesa (2001) de Jacques Audiard que ha obtingut tres Cèsars l'any 2002: millor actriu per a Emmanuelle Devos, millor guió i millor so. Ha estat doblada al català.

## Argument
Carla és sorda de naixement. Empleada com a secretària en una agència immobiliària, porta una vida solitària i ha de patir les humiliacions dels seus col·legues. El seu empresari decideix un dia posar-li un estudiant en pràctiques. L'Agence nationale pour l'emploiva enviar-li Paul, un antic delinqüent que ha estat 2 anys a la presó per a robatori agreujat i que acaba de ser alliberat sota control judicial.

## Repartiment
- Vincent Cassel: Paul
- Emmanuelle Devos: Carla
- Olivier Gourmet: Marchand
- Olivier Perrier: Masson
- Olivia Bonamy: Annie
- Bernard Alane: Morel
- Céline Samie: Josie
- Pierre Diot: Keller
- François Loriquet: Jean-François
- Serge Boutleroff: Mamut
- David Saracino: Richard Carambo
- Christophe Vandevelde: Louis Carambo
- Bô Gaultier de Kermoal: El barman
- Loïc El Pàgina: Quentin
- Nathalie Lacroix: L'empleada de l'ANPE
- Laurent Valo: El jove sord del cafè
- Christiane Cohendy: Mathilde
- Isabelle Caubère: Jeanne
- Chloé Mons: Boubou
- Philippe Wintousky: El cap d'obra
- Gladys Gàmbia, Maurine Nicot i Keena: Ballarines

## Banda original
- Chartsengrafs - Grandaddy
- Zobi la moca - Les Négresses Verdes
- Lella
- Hands Up
- Never Tell You - Rhythm and Sound / Tikiman
- La Moca - Cassius
- Make It Funky
- Positiva Educació - Slam
- Space Trucker
- Slam-Dunkin 1
- Marseille Is in the House - Electrocypher
- Last Dance (and I come over) - Superfunk
- Ritmo Americano - Dusminguet
- Goa Tribe
- The Child - Alex Gopher
- Make It Happen (Radio Edit) - Playgroup
- Till You Drop

## Premis i nominacions
El film va obtenir nou nominacions en la cerimònia dels César 2002 entre les quals les del millor film, del millor director, del millor actor (Vincent Cassel), de la millor actriu (Emmanuelle Devos) i de so (Pascal Villard, Marc-Antoine Beldent i Cyril Holtz). Assoleix el premi en tres categories (millor actriu, millor guió i millor so) en un any considerat com a excel·lent, en competició amb Amélie, La Cambra dels oficials, La pianista, Chaos.

## Projecte d'adaptació
L'any 2018, David Manson, el productor delegat de diverses sèries Netflix, com House of Cards o Bloodline, signa un acord de dos anys amb Paramount Television per adaptar el film de Jacques Audiard a una sèrie.